# Kučeř
Kučeř je obec v okrese Písek v Jihočeském kraji. Žije v ní 181 obyvatel. Od Milevska je vzdálena devět kilometrů.

## Historie
První písemná zmínka o vesnici pochází z roku 1488. Osudy vesnice byly až do husitských válek podřízeny milevskému klášteru, později pánům ze Zvíkova. Dne 4. září 1612 prodal Jiří Ehrenreich ze Švamberka Zvíkov panu Jiřímu ze Švamberka, k tomuto majetku patřily i vesnice Kučeř, Květov, Jickovice, Velká, Rukáveč, Stehlovice, Jetětice, Branice, Osek, Vůsí, kostel na Červené na Vltavou a další. Po bitvě na Bílé hoře Švamberkové tento majetek ztratili a tak přešel do vlastnictví Eggenbergů a roku 1710 Schwarzenbergů.
Obec po dlouhý čas neměla vlastní školu. Děti musely docházet na Červenou, vzdálenou pět kilometrů. Neschůdná cesta vedla lesem a kolem řeky Vltavy, byla velmi neschůdná a nebezpečná. Z toho důvodu zde docházelo k mnoha tragédiím – těžkým úrazům nebo utonutí. Červenská škola měla jenom jednu třídu a z blízkého i dalekého okolí sem docházelo kolem 300 dětí. Situace byla neúnosná, a proto 19. října 1872 podala obec žádost o zřízení vlastní školy. Začátkem roku 1873–1874 byla v Kučeři otevřena samostatná jednotřídní škola. Posloužilo k tomu stavení čp. 38, které náleželo panu J. Kohnovi za roční nájemné 80 zl. Prvním zdejším učitelem byl Josef Pelich a vyučoval zde do roku 1876. Později se škola z nevyhovujících vlhkých prostor přestěhovala do podnájmu, do domu čp. 25 k panu Janu Novotnému za ročních 60 zl. Místnost brzy nepostačovala, žáků bylo mnoho a bylo zapotřebí postavit vlastní budovu. Po překonání různých neshod byla dne 30. března 1876 stavba povolena. Místo bylo zvoleno proti rybníku, kde dříve stávala zvonice. Dne 9. prosince 1878 se začalo v budově učit. Druhá třída byla otevřena začátkem roku 1881. Dne 18. ledna 1882 do Kučeře začaly chodit i děti z Květova. Později byla škola zrušena a místní děti dojíždějí do školy do Milevska.
Sbor dobrovolných hasičů byl v obci založený roku 1891.
V roce 1930 zde žilo 420 obyvatel v 83 domech.
Po Kučeři byly pojmenované i velké a malé kameny v blízké Vltavě, které ztěžovaly plavbu, nyní jsou zatopené vodním dílem.

## Obyvatelstvo
| Rok            | 1869 | 1880 | 1890 | 1900 | 1910 | 1921 | 1930 | 1950 | 1961 | 1970 | 1980 | 1991 | 2001 | 2011 | 2021 |
| -------------- | ---- | ---- | ---- | ---- | ---- | ---- | ---- | ---- | ---- | ---- | ---- | ---- | ---- | ---- | ---- |
| Počet obyvatel | 598  | 566  | 577  | 514  | 538  | 514  | 420  | 302  | 284  | 272  | 251  | 212  | 168  | 179  | 190  |
| Počet domů     | 62   | 70   | 72   | 72   | 76   | 79   | 83   | 86   | 75   | 67   | 70   | 81   | 94   | 98   | 101  |

## Obecní správa
Od 14. června 1964 do 23. listopadu 1990 k obci patřily Jickovice a Varta a od 1. dubna 1976 do 23. listopadu 1990 také Květov a Vůsí.

### Obecní symboly
Znak a vlajka byly obci uděleny rozhodnutím předsedy Poslanecké sněmovny Parlamentu České republiky dne 15. dubna 2010.

## Pamětihodnosti
- V místech, kde vede silnice do Velké, na křižovatce Jickovice–Sobědraž bylo v minulosti možné nalézt stopy starobylého hradiště. Byl to velký, pravidelný čtverec o straně asi 45 metrů, obehnaný náspem, v severním rohu s homolovitým pahorken, který pocházel pravděpodobně z věže. Okolo hradiště býval příkop. Kameny z tohoto místa byly vesměs použity při stavbě zdejší silnice. Tomuto místu se říkalo Hradiště nebo také Obrovy hroby. Dle místních se jedná o tajemné místo s dávnou minulostí. Podle pověsti v těchto hrobech leží obr otec, matka a děti. Pravděpodobně zde bývalo keltské sídliště[4] či svatyně, je ale možné, že šlo o vladycké sídlo nebo vojenské šance.[9] Tyto archeologické stopy jsou vedené v Seznamu kulturních památek v okrese Písek.
- Návesní kaple svatého Václava je novorománská z roku 1881. Zadní stěnou je přistavěná k bývalé škole. Na zvonici jsou hodiny. Malby na kapli jsou dílem Oldřicha Pejši. Na kapli je tento nápis: Nedej zahynouti nám ni budoucím sv. Václave. V omítce jsou jména padlých v první světové válce.[9][10]
- Na severní křižovatce blízko výjezdu z obce se nachází kamenný křížek na čtverhranném kamenném sloupu s vytesaným rokem 1761.[9]
- Na jižní straně při výjezdu na Květov je umístěn litinový kříž na kamenném podstavci datovaný rokem 1899 se jménem místních rodáků, manželů Slabých, kteří ho nechali postavit.[9]
- Četné archeologické nálezy z doby bronzové v okolí obce dokládají starobylost osídlení v oblasti.[9]

## Galerie

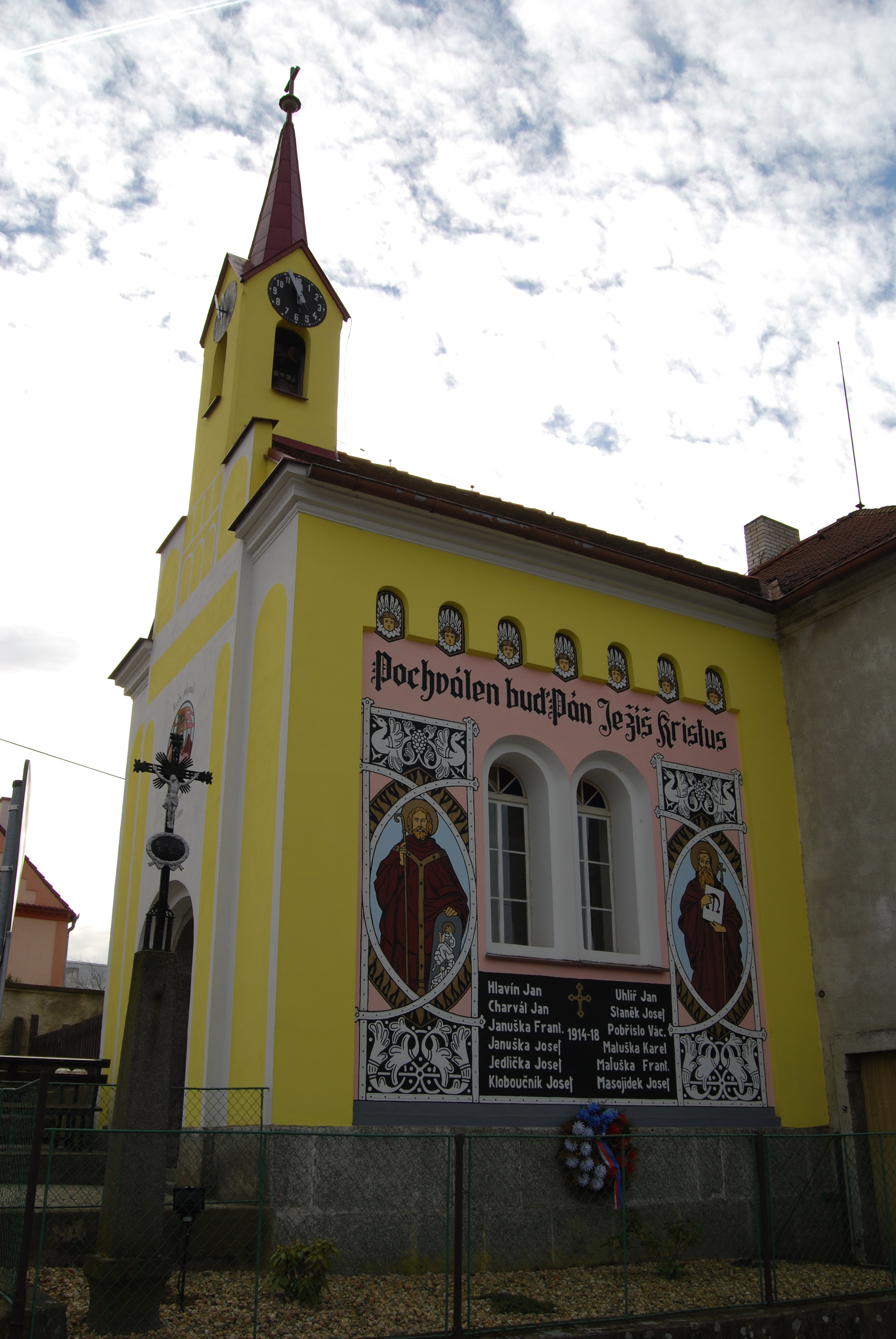
Kaple v obci
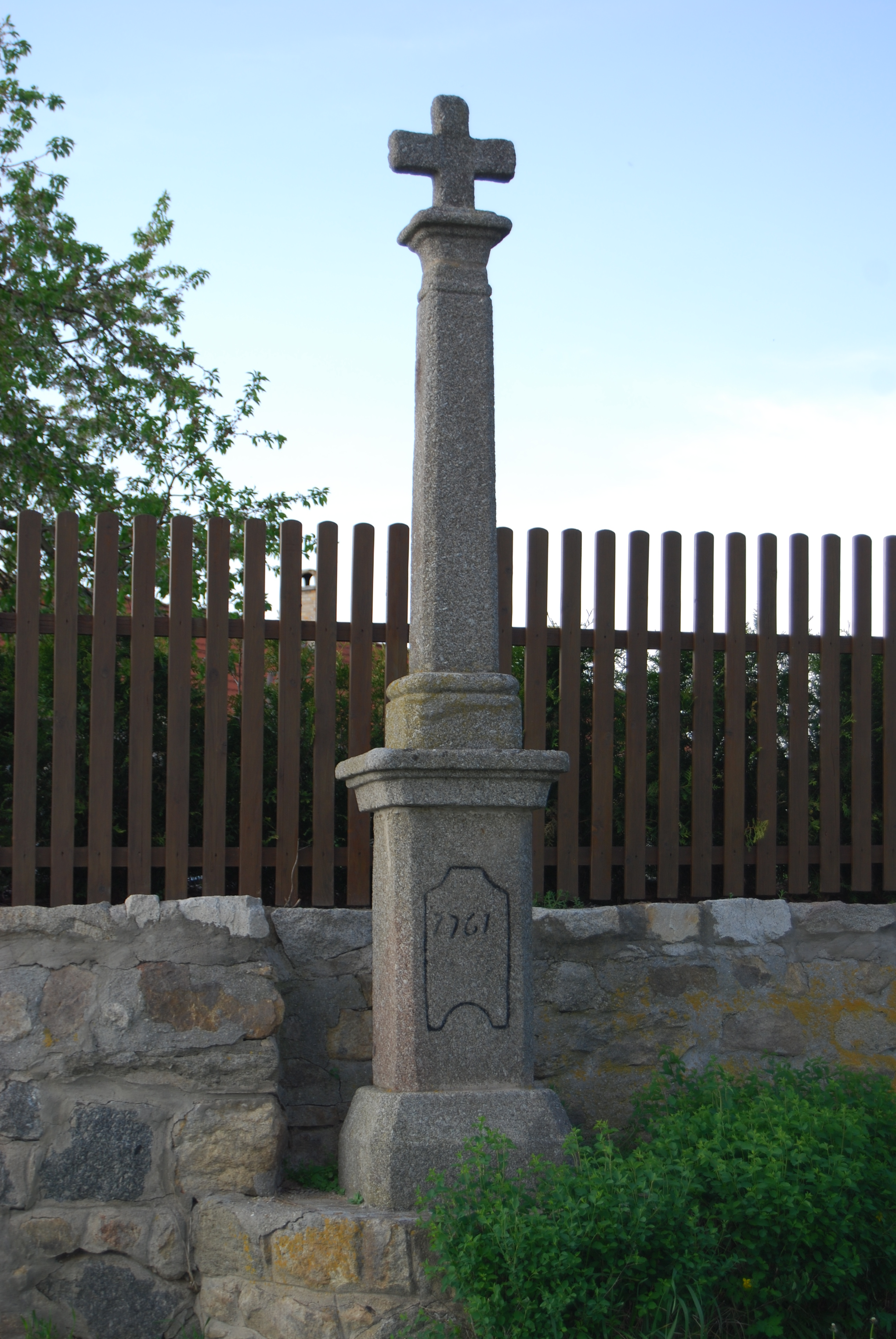
Kamenný kříž v obci
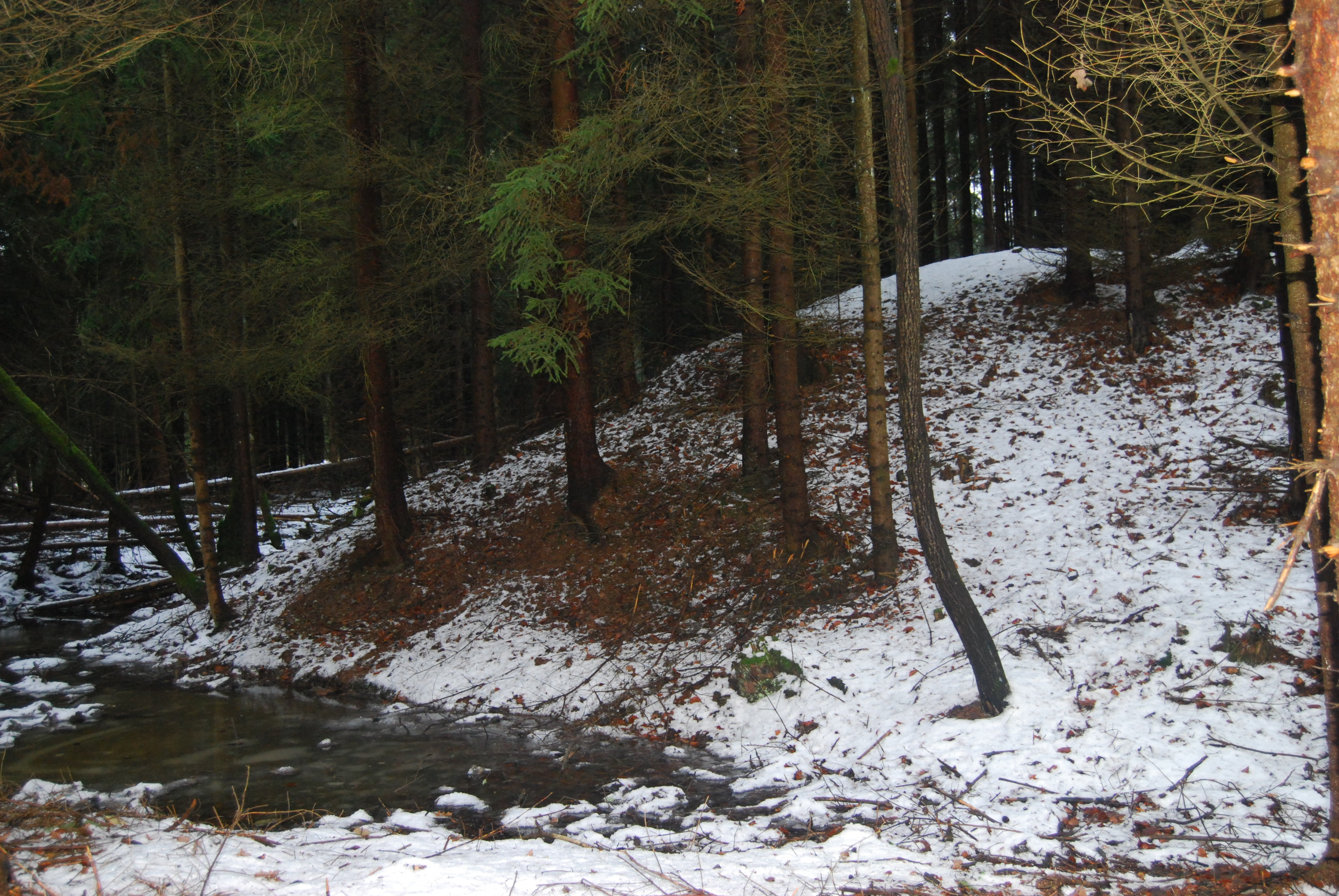
Obrovy hroby